# Star Star
"Star Star" er en sang fra The Rolling Stones som findes på deres 1973 album Goats Head Soup. 
“Star Star” er en simpel rock sang, der blev skrevet af Mick Jagger og Keith Richards, men hovedsagelig en Jagger komposition. Sangen er en af de mest saftige sange i bandets katalog, og sangen havde originalt titlen ”Starfucker”, men Ahmet Ertegun, (Atlantic Records var distributør for Rolling Stones Records på det tidspunkt), insisterede på at ændre titlen . Ved diskussioner om sangen bruger bandmedlemmerne altid sangens oprindelige titel. 
I 1970'erne var The Stones image blevet tiltagende dekadente, styrkede af fortællinger om backstage udskejelser, fra blandt andre Robert Frank historiske dokumentar Cocksucker Blues. "Star Star" er det bedste bevis på dette image, og det ville ikke blive gentaget igen af The Stones før udgivelsen af den misogyn "Some Girls" i 1978. Den kontroversielle tekst indeholdt blandt andet:
| Citat | Your tricks with fruit was kinda cute; I bet you keep your pussy clean | Citat |
|       |                                                                        |       |

 (Denne linje blev overdubbet på den amerikanske version )
| Citat | Ali McGraw got mad with you; For giving head to Steve McQueen | Citat |
|       |                                                               |       |

 (Bandet fik en erklæring fra McQueen med hans samtykkende i ikke at sagsøge dem ved albummets udgivelse for at lempe Ertegüns bekymringer )
Jagger sang, mens Richards og Taylor spillede de elektriske guitarer, og Watts trommerne. Wyman spillede bass, og Stewart klaveret .
Sangen findes som live nummer på albummet Love You Live fra 1977. 